# Liebenswiller
 Liebenswiller  là một xã ở tỉnh Haut-Rhin trong vùng Grand Est ở đông bắc Pháp. Xã này có diện tích 3,87 km², dân số năm 1999 là 195 người. Khu vực này có độ cao 370 mét trên mực nước biển.